# Chronologie de la pensée économique

## IVesiècleav. J.-C.
Dans la lignée de Platon (La République), Aristote développe, au quatrième siècle avant Jésus Christ, une pensée économique originale et morale. Auteur fondamental de l'Antiquité sur le sujet, il aura une très grande influence durant toute la période médiévale du fait de la transposition de ses réflexions par Augustin d'Hippone. Il expose sa doctrine dans l'Éthique à Nicomaque, où il explique la différence fondamentale entre l'économie et la chrématistique. Il aurait poursuivi sa réflexion dans les Économiques, bien que l'on ignore l'authenticité de l'ouvrage.
Un autre discipline de Platon, Xénophon, rédigé également un ouvrage d'économie, appelé l'Économique. Il est l'un des rares ouvrages conservés de l'Antiquité à être entièrement consacré aux questions de l'économie.

## 1267-1273
- dans sa Somme Théologique, Thomas d'Aquin (1224-1274) examine de nombreuses questions de nature économique, dont la justification de la propriété privée, du commerce et du profit.

## 1495

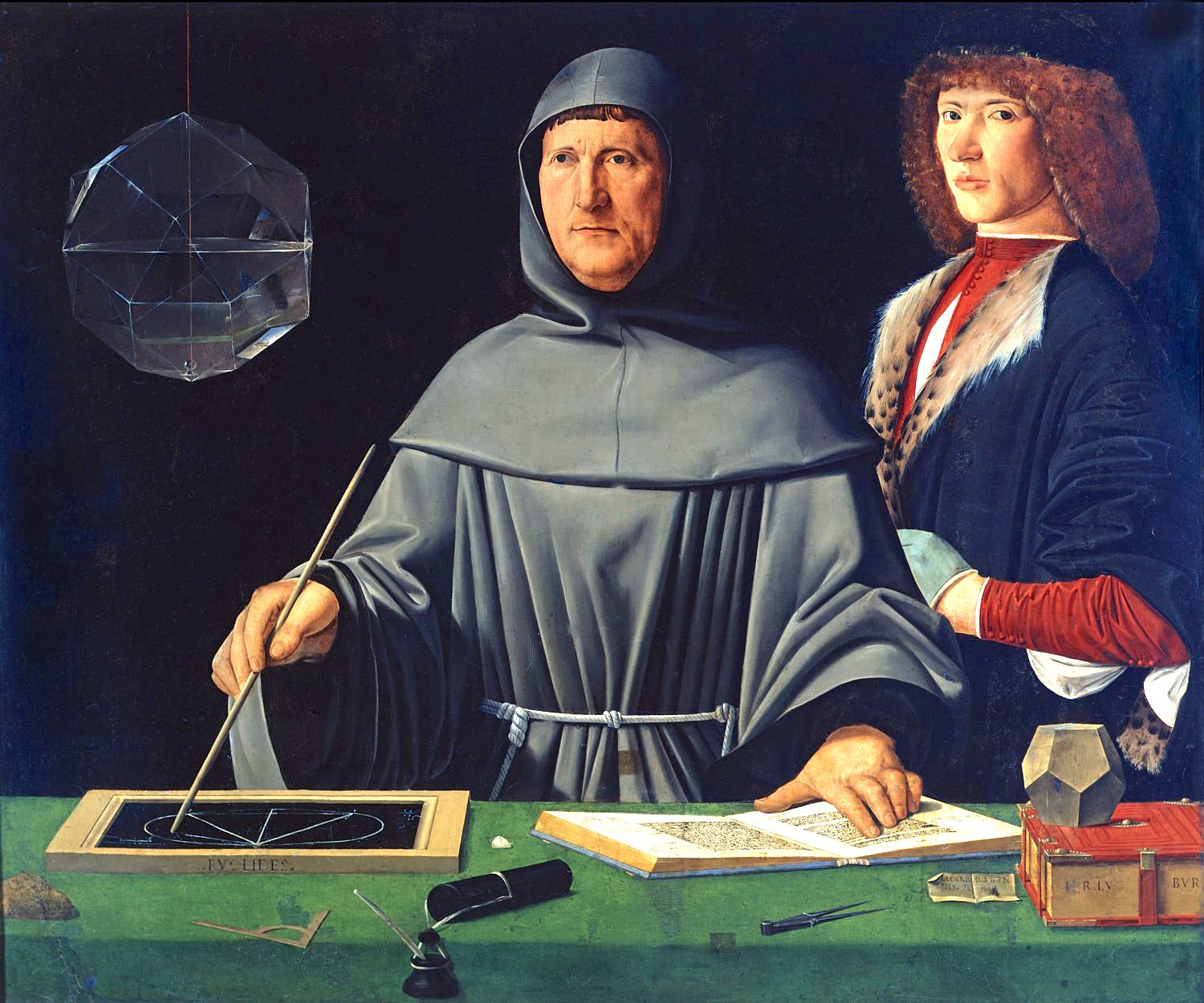
Luca Pacioli

Publication à Venise du traité sur la comptabilité dans lequel le mathématicien Fra Luca dal Borgo (Luca Pacioli, 1445 - 1517) expose le principe de la comptabilité en partie double.

## XVIesiècle
- Les philosophes et théologiens de l'École de Salamanque posent les bases de la théorie économique moderne en développant la théorie subjective de la valeur, l'idée que le juste prix est celui qui résulte du fonctionnement du marché libre, la légitimité du profit, les bases de la théorie quantitative de la monnaie, etc.

## 1615
- Antoine de Montchrestien publie en 1615 son « Traité d'économie politique » initiant le mercantilisme

## 1695
- Pierre de Boisguilbert publie son « Détail de la France », qui préfigure les théories des Physiocrates et les conceptions de l'École classique d'économie.

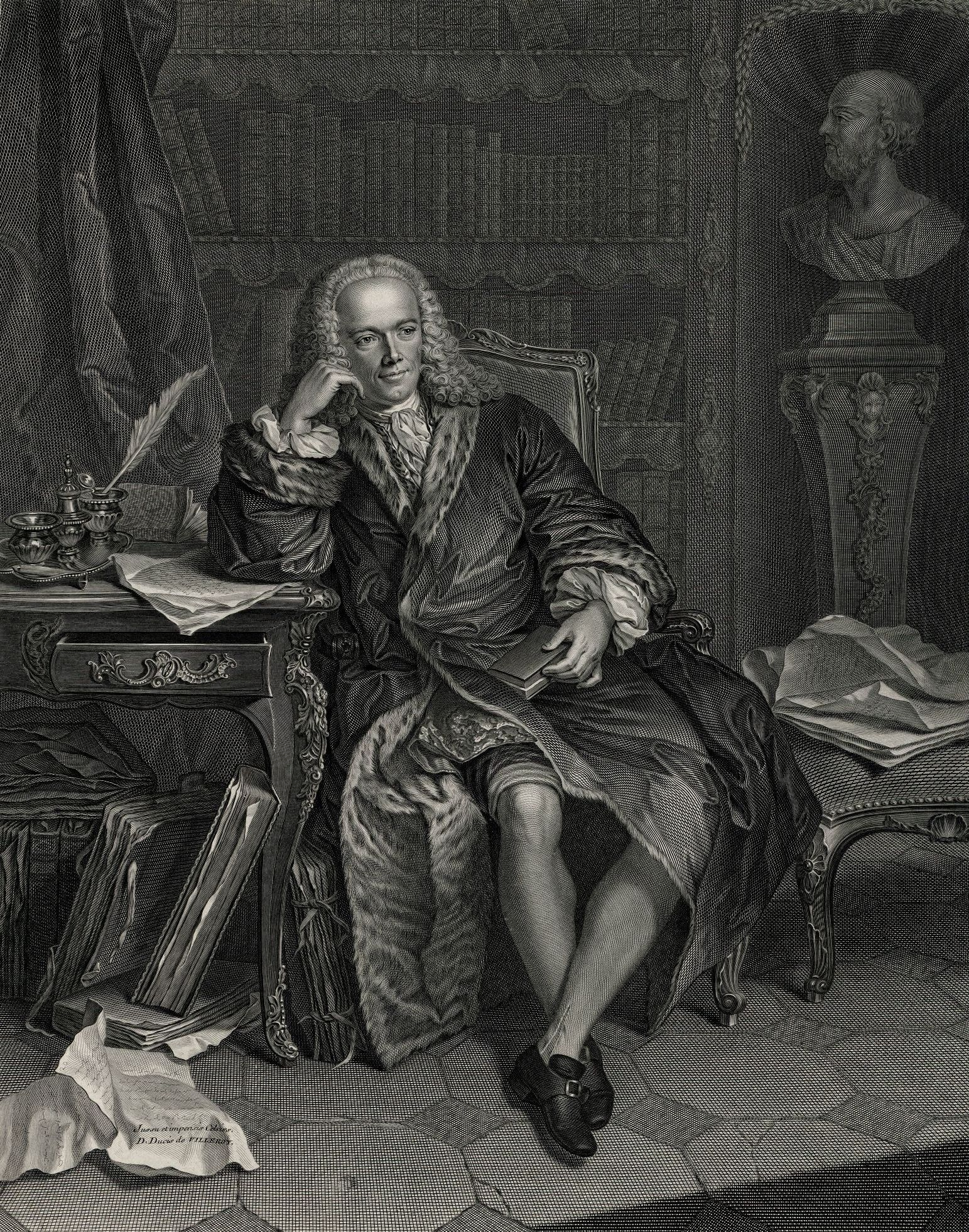
François Quesnay

## 1705
- Bernard Mandeville publie son livre « La Fable des abeilles » où il défend la thèse que les « vices privés font le bien public ».

## 1755
- publication de l'Essai sur la nature du commerce en général de Richard Cantillon, le premier traité systématique d'économie.

## 1758
- le physiocrate François Quesnay publie le Tableau économique, première représentation d'un circuit économique

## 1770
- Turgot (1727 - 1781) publie les Réflexions sur la formation et la distribution des richesses, qui amorce la transition entre la physiocratie et le libéralisme classique

## 1776

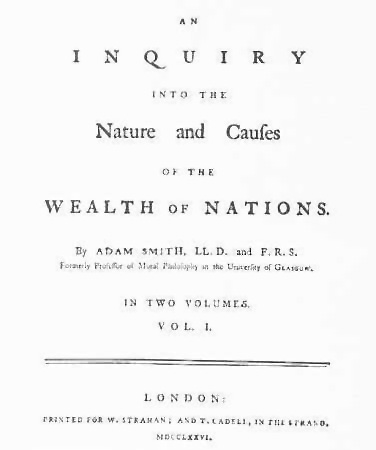
Page de garde en anglais de Recherches sur la nature et les causes de la richesse des nations

- Mars : publication de Recherches sur la nature et les causes de la richesse des nations par Adam Smith  (1723- 17 juillet 1790)

## 1798
- Publication de l'Essai sur le principe de population par Thomas Malthus (1776 - 1834)

## 1803
- Publication du Traité d'économie politique de Jean-Baptiste Say (1767 - 1832).

Say, Traité d'économie politique [détail des éditions] [lire en ligne]

## 1817
- Publication de Des principes de l'économie politique et de l'impôt par David Ricardo (1772 - 1823), qui introduit le principe de l'avantage comparatif

## 1841
- Friedrich List publie Das Nationale System der Politischen Ökonomie (Système national d'économie politique), qui prône le protectionnisme des industries naissantes

## 1848
- publication de Principes d'économie politique par John Stuart Mill (1806 - 1873), qui expose l'utilitarisme

## 1867

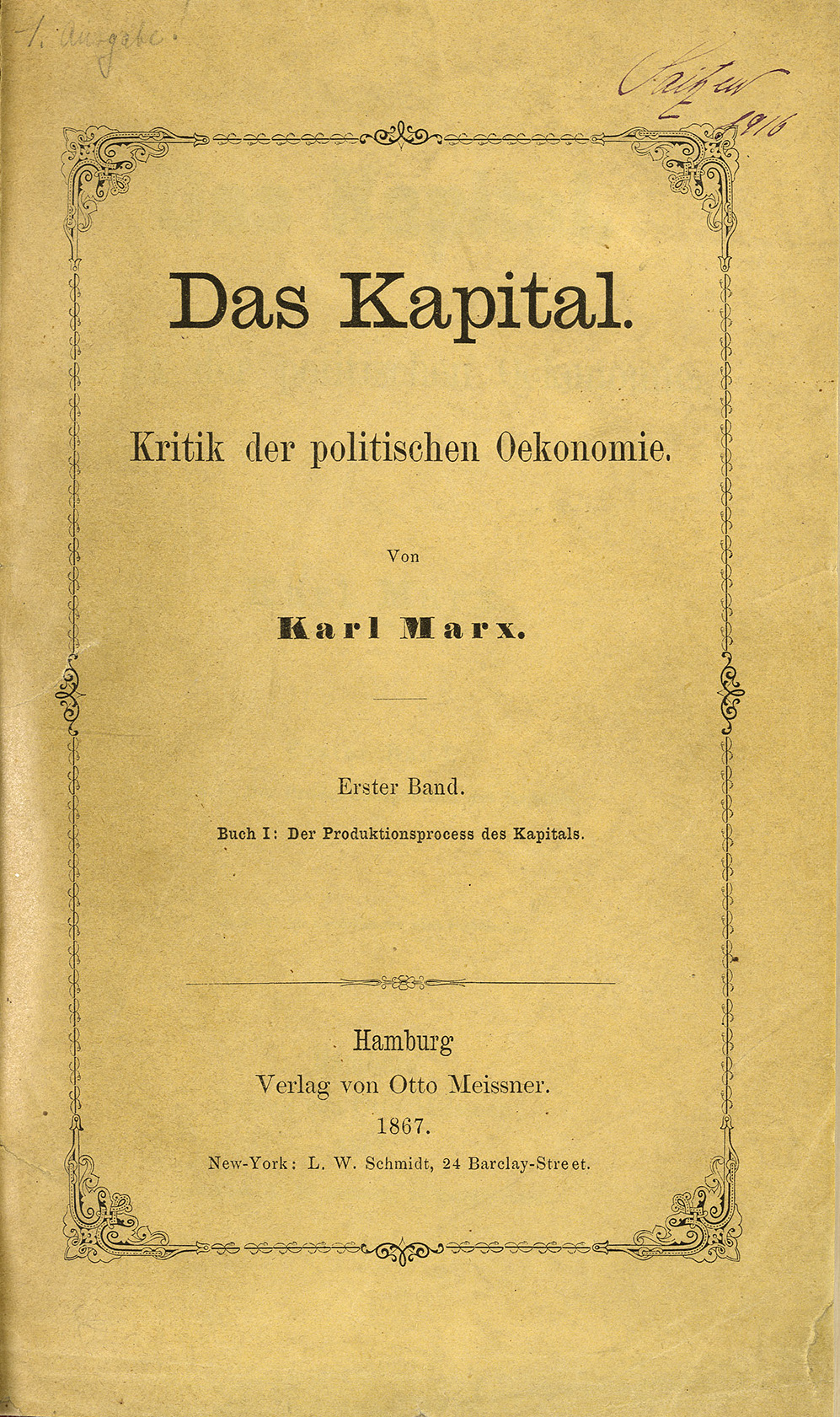
Le Capital, édition allemande de 1867

- publication de Le Capital par Karl Marx (1818-1883).

## 1871
- publication des Principes d'Économie de Carl Menger, un des trois fondateurs de l'économie marginaliste et le fondateur de l'École autrichienne d'économie.
- William Stanley Jevons (1835 - 1882) publie la Théorie d'économie politique, qui décrit le marginalisme et annonce l'école néoclassique.

## 1874
- publication des Éléments d'économie politique pure de Léon Walras, fondateur de la théorie de l'équilibre général

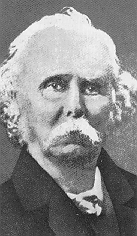
Alfred Marshall

## 1890
- publication des Principes d'économie politique par Alfred Marshall (1842 - 1924), ouvrage de référence de l'école néoclassique

## 1906
- publication en italien du Traité d'économie politique de Vilfredo Pareto (1848-1923), ouvrage fondateur de la microéconomie.

## 1919

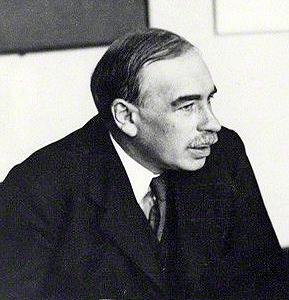
Keynes

- publication de Les conséquences économiques de la paix par John Maynard Keynes (1883 - 1946)

## 1924
Publication du livre Social Credit explicitant la théorie du Crédit social de Clifford Hugh Douglas.

## 1933
- Bertil Ohlin (1899 - 1979) publie Interregional and International Trade, qui contient la première version du Modèle Heckscher-Ohlin

## 1936
- Publication de l'ouvrage intitulé Théorie générale de l'emploi, de l'intérêt et de la monnaie par John Maynard Keynes, qui fonde l'approche de la macroéconomie

## 1937
- John Hicks présente, dans un article intitulé Keynes and the classics : a suggested interpretation, le modèle IS-LM, son interprétation de la Théorie générale, qui est une synthèse des analyses keynésiennes et néoclassiques.

## 1942
- publication de Capitalisme, socialisme, democratie (Capitalism, Socialism, Democracy) par Joseph Schumpeter (1883 - 1950).

## 1948
- publication de l'Économique (Economics: an Introductory Analysis) par Paul Samuelson (1915 - 2009).

## 1949
- publication de L'Action humaine, traité d'économie (Human Action, a treatise on economics), de Ludwig von Mises (1881-1973)

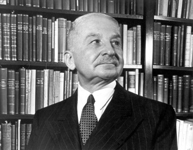
Von Mises

## 1962
- publication de Capitalisme et liberté (Capitalism and Freedom), de Milton Friedman (1912-2006)

## 1973
- publication de l'article de Fischer Black (1938 - 1995) et Myron Scholes (1941-) sur l'évaluation des options, The Pricing of Options and Corporate Liabilities, qui fonde les mathématiques financières modernes.